# Uri Asaf
Uri Asaf (Haifa, 1942. június 26. –) vegyész, író és képzőművész.

## Élete és munkássága
Neveltetése és tanulmányai Budapesten:
1956-1960 Petőfi Gimnázium,
1960-1965 -1968, Eötvös Loránd Tudományegyetem, Természettudományi Kar, ELTE TTK, Kémia.
Tudományos fokozatok: MSc, PhD; 1969-2002 a Jeruzsálemi Héber Egyetem vegyész kutatója a Racah Intézetben.
Több mint nyolcvan tudományos cikk társszerzője.
2000-től tagja a Jerusalem Artists House képzőművészeti csoportnak.
2004 óta Budapesten él, több verseskötete jelent meg. A Szépírók Társaságának tagja.
Az utóbbi években lefordította a Zohár könyvét. Ez az első, magyarázatokkal ellátott magyar nyelvű kiadás, mely az eredeti, arámi szöveg alapján készült. A Zohár a népszerű nevén Kabbalának nevezett középkori zsidó bölcselet központi és legismertebb műve.

## Fontosabb kiállításai
- Jerusalem Artists House, Jerusalem 2006, (http://www.art.org.il/?lang=en)
- Klauzál13 Galéria, Budapest, 2010 (https://www.youtube.com/watch?v=DYx_bkNrjE0&index=3&list=PL428865AB80CDC825)
- IKI, Izraeli Kulturális Intézet, Budapest, 2011
- IKI, Izraeli Kulturális Intézet, Budapest, 2014
- Műcsarnok, Kunsthalle, Nemzeti Szalon, Budapest, 2015
- IKI, Izraeli Kulturális Intézet, Budapest, 2018
- 2B galéria, Budapest, 2019

- 2B galéria, Budapest, 2020 09 21, "A tenger éneke"
- 2B galéria, Budapest, 2022 01 12, "Midrás és kép"
- https://www.youtube.com/watch?v=pF_JarFdnQc
- 2B galéria, Budapest, 2023 01 12, "Héber betűk"
- 2023 07 29, Studio Monostorapáti, Klimó Károly és Uri Asaf közös kiállítása, "Nyár a Balatonfelvidéken"
- 2B galéria, Budapest, 2024 01 30, "A kalitka elindult, hogy madarat keressen" Nádler István és Uri Asaf közös kiállitása
- 2B galéria, Budapest, 2025 03 19. "Kicsi túzek", Közösen Nádler Istvánnal

## Művei
- Amig árnyékot vetek. Naplójegyzetek 2003-2013, Új Forrás Könyvek, Gerecse,2025, ISBN 978-963-7983-38-2
- Mögöttem sok a halott. Új Forrás Könyvek, Gerecse, 2023 ISBN 978-963-7983-34-4
- Fekete tűzzel fehér tűzre. A Tánhumá midrás, Budapest, Scolar, 2021 ISBN 978-963-509-273-4
- Festőversek (második kiadás), Új Forrás Könyvek, Gerecse, 2020 ISBN 978-963-7983-30-6
- Életet adó betűk, Budapest, Scolar, 2019 ISBN 978-963-244-237-2
- A rózsa türelme, Budapest, Scolar, 2018 ISBN 978-963-244-896-1
- Kafka képekben, Új Forrás Könyvek, Gerecse, 2017 ISBN 9789637983269
- Kafka képekben (héber nyelven: Kafka bitmunot) transl: Rami Saari, Jerusalem 2019 Carmel Publishing House, ISBN 978-965-540-839-3
- Míg árnyékot vetek, versek, Budapest, Pesti Kalligram, 2017 ISBN 978-963-468-033-8
- A Föld legmélyebb pontján, Budapest, Scolar, 2017 ISBN 9789632448145
- Egyetlen ragyogó nap, Budapest, Pesti Kalligram, 2015 ISBN 978-615-5454-68-4
- video: https://www.youtube.com/watch?v=wgOyW_XUaa4&t=524s
- Együtt és külön, Budapest, Pesti Kalligram, 2013 ISBN 978-80-8101-740-7, video:
- A jeruzsálemi erdő, Budapest, Pesti Kalligram, 2012 ISBN 978-80-8101-633-2
- Tarján Hédi, 1932-2008 [szerk. Uri Asaf], Budapest, Faur Zsófi – Ráday Galéria, 2011 ISBN 978-963-88834-8-3
- Festőversek, Tatabánya, JAMK, 2006 ISBN 963 7631 747
- Gyöngéd planéta, Budapest, Orpheusz, 2003 ISBN 963 9377 43 0
- Szándékos lassúsággal, Budapest, CET Belvárosi, 2002 ISBN 963 9114 561
- Kőhang, Budapest, CET Belvárosi, 2001 ISBN 963 9114 43 X
- Christian Support, in: Randolph Braham (ed.), Holocaust studies series (1991) ISBN 0-88033-198-4

## Díjak
- Tengelyi László díj, 2015[3]
- Füst Milán költői díj, 2018[4]
- Senior auktor díj, 2023
- Halmai Tamás: Az Athéni szoba, Uri Asaf meditációk, Budapest, Scolar, 2019, ISBN 978 963 509 071 6

## Fordításai
- Zohár a Teremtés Könyvéről (ford. Uri Asaf) Budapest: Atlantisz, 2014 ISBN 978 963 9777 34 7
- Salomon Maimon: Életem története (ford. Uri Asaf és Rácz Péter) Budapest: Kalligram, 2015 ISBN 978-615-5454-65-3
- Fekete tűzzel fehér tűzre, válogatás a Tánhuma Midrásból (on Scribd, Inc.)

- Misna fordítások – Zraim (magok) rendje, Moed, ünnepek rendje, http://www.szombat.org, also: https://www.scribd.com/document/612465052/A-Misna-Magyar-Nyelven-UA
- A szomjúság járványa. Magyar és héber nyelvű vers antológia, ford. Uri Asaf és Marno János, szerkesztette és válogatta: Rami Saari. Kalligram, 2016 ISBN 978-615-5603-52-5
- Báhir Könyve, Tiszta fény (ford. Uri Asaf) Budapest: Atlantisz, 2018 ISBN 978-963-9777-56-9
- Agi Mishol, Anyanyelv, válogatott versek (ford. Uri Asaf), Balatonfüred, Tempevölgy, 2019 ISBN 978-963-9990-77-7